# Luchthaven Douglas-Charles
Luchthaven Douglas-Charles (Engels: Douglas-Charles Airport; voorheen: Luchthaven Melville Hall) is een vliegveld in Marigot, Saint Andrew op het eiland Dominica. Het bevindt zich ongeveer 29 km ten noordoosten van de hoofdstad Roseau. Het is het belangrijkste vliegveld van Dominica.

## Geschiedenis
In 1944 was Melville Hall uitgekozen als meest geschikte locatie voor een vliegveld, omdat het terrein vlak was. In 1958, na de constructie van de Transinsular road die beide kanten van het eiland verbindt, werd begonnen met de aanleg van het vliegveld. In 1961 werd het vliegveld geopend als luchthaven Melville Hall.
In 2006 werd het vliegveld uitgebreid met een grotere terminal en een verlenging van de startbaan. De startbaan heeft een displaced threshold van 1.158 feet (352 meter) dat voor opstijgen kan worden gebruikt.
In 2014 werd de naam van het vliegveld gewijzigd in Douglas-Charles naar de premiers Pierre Charles en Rosie Douglas. Het vliegveld werd oorspronkelijk alleen gebruikt voor vluchten binnen het Caraïbisch gebied. In 2021 begon American Airlines met vluchten naar Miami.